# Chimaek
Chimaek (치맥; (ko: chikin, «fried chicken»)?) é uma combinação de frango frito (simples huraideu ou picante yangnyeom) e cerveja, servido como anju (Comida com álcool) à noite em diversos restaurantes sul-coreanos, incluindo várias redes especializadas.

## Origem e popularização
Há um registro histórico que indica a existência de uma receita semelhante na Coréia há pelo menos 600 anos, mas esta foi esquecida até o final da década de 2010. Acredita-se que o chimaek moderno foi inventado no final do século 20, mas é difícil identificar período e local exatos. Do frango assado que surgiu no início dos anos 1960 ao frango apimentado que foi adaptado para atender aos gostos coreanos, a Coreia do Sul importou e desenvolveu uma variedade crescente de pratos com frango. Enquanto o frango ganhava popularidade, um novo chope que surgiu na década de 1970 também estava se tornando muito popular, e se tornou comum que os dois fossem combinados em um único item de menu. Além disso, a Copa do Mundo Coréia-Japão de 2002 lançou mais luz sobre o fenômeno chimaek, e o prato também teve um impacto significativo na cultura coreana de bebida. Hoje, o frango frito é um dos pratos mais populares da Coreia. É tão popular que os coreanos criaram a palavra Chi-neunim, que é uma palavra composta de frango e Deus Haneunim em coreano.
O conceito de frango frito era bem conhecido na Coréia desde o início da dinastia Joseon como Pogye (포계), conforme aparecia no livro de receitas Sangayorok (산가요록) escrito em 1459. A produção de frango aumentou 13 vezes com o crescimento da economia do país. Com a introdução do óleo de cozinha na Coréia em 1971, frango e óleo eram abundantes, o que criou um ambiente onde as pessoas poderiam comer mais frango. Nessa época, frango e cerveja eram vendidos juntos, o que acabou levando à criação do chimaek. Na década de 1970, os trabalhadores da indústria pagavam ₩3,400 por frango, mas o preço de um frango cozido era de ₩ 2,500 e 500ml de cerveja foi de ₩450.
Em 1977, foi fundada a marca de frango Rims Chicken. Era bastante estranho para os coreanos picar e fritar frango, mas sua popularidade era enorme, especialmente em datas festivas. 
A palavra frango e cerveja não foram usadas em conjunto até 2002 com a Copa do Mundo Coreia-Japão. Os parques públicos costumavam ter telões para assistir aos jogos, e as pessoas se vestiam de vermelho (cor e apelido do time da casa) e se reuniam para torcer pela Copa do Mundo, enquanto comiam frango e bebiam cerveja. O número de restaurantes de frango aumentou de cerca de 10.000 para 25.000 após a Copa do Mundo.
A Rua do Chimaek está planejada para ser construída em Gimpo, Coreia do Sul. A perspectiva é que vários restaurantes de frango se reúnam em um lugar e que a cerveja mundial e diversos tipos de frango sejam uma especialidade da cidade de Gimpo.
Existem muitos festivais de chimaek na Coreia, incluindo o Seoul Chimaek Festival, que é realizado em meados de outubro no centro de Seul. É um evento para promover a cultura gastronômica coreana no exterior, combinando frango e cerveja. Na cidade metropolitana de Daegu, um festival chimaek foi realizado em 2013. Em 2013, um festival chimaek em Ningbo, na China, atraiu cerca de 400.000 visitantes nos três primeiros dias.

## Fora da Coreia
Chimaek também é popular na China por causa do drama popular My Love From the Star, no qual Cheon Song-i, a heroína, disse: "Um dia de neve é perfeito para o nosso tempo Chimaek..."; que desencadeou o fenômeno. As lojas especializadas em frango são mais numerosas na China. Postar fotos de si mesmo segurando uma galinha em uma mão e uma cerveja na outra nas redes sociais virou moda.
Desde dezembro de 2014, os chineses estão dispostos a esperar em média três horas em frente a uma loja de frango de marca coreana para saborear o frango. Na época da exibição do drama, milhares de "conjuntos de frango Mac" foram vendidos em Hangzhou, e Lotte Mart na China ofereceram um desconto de 25 por cento para um frango e seis latas de cerveja Tsingtao.

## Restaurantes
A demanda por lojas especializadas em frango aumentou com a crescente demanda por frango e cerveja. Em março de 2014, a Coréia tinha 192 empresas de franquia de frango. Cerca de 10% das empresas são conhecidas por receitas exclusivas.